# Лыщинский, Анзельм Амвросиевич
Анзельм (Рудольф-Анзельм) Амвросиевич Лыщинский (1803—1868) — генерал-майор, командир резервных лейб-гвардии Измайловского и Литовского полков.

## Биография
Родился 18 апреля 1803 года, сын судьи, происходил из дворян Бельского уезда Гродненской губернии. В военную службу вступил в 1824 году, с 3 июня 1827 года — прапорщик, с 25 июня того же года служил в лейб-гвардии Литовском полку. Принимал участие в подавлении восстания в Польше в 1831 году.
27 января 1846 года, будучи капитаном, переведён в лейб-гвардии Измайловский полк, где вскоре получил чин полковника, в 1850 году командовал 2-м батальоном Измайловского полка, а затем возглавлял Измайловский резервный полк (С. В. Волков ошибочно сообщает что Лыщинский командовал строевым лейб-гвардии Измайловским полком). 27 марта 1855 года произведён в генерал-майоры и назначен командующим 5-й гвардейской резервной пехотной бригадой и лейб-гвардии Литовским резервным полком. С 23 ноября того же года был зачислен по армейской пехоте и назначен командиром 2-й бригады 14-й пехотной резервной дивизии.
26 января 1857 году по болезни вышел в отставку с мундиром и пенсией. Поселился в Царскосельском уезде Санкт-Петербургской губернии, был уездным почётным мировым судьёй. Скончался 1 октября 1868 года в Санкт-Петербурге, похоронен на Выборгском римско-католическом кладбище.

## Награды
Среди прочих наград Лыщинский имел ордена:
- Польский знак отличия за военное достоинство 4-й степени (1831 год).
- Орден Святой Анны 3-й степени с бантом (1833 год, за отличия в Польскую кампанию 1831 года).
- Орден Святого Станислава 2-й степени (1839 год, императорская корона к этому ордену пожалована в 1843 году).
- Орден Святой Анны 2-й степени (1845 год, императорская корона к этому ордену пожалована в 1849 году).
- Орден Святого Владимира 4-й степени (около 1850 года).
- Орден Святого Георгия 4-го класса (26 ноября 1851 года, за беспорочную выслугу 25 лет в офицерских чинах, № 8633 по кавалерскому списку Григоровича—Степанова).
- Орден Святого Владимира 3-й степени (1853 год).

## Семья
Брат Станислав (1804—1878) — генерал-майор в отставке, служил по артиллерии, кавалер ордена Св. Георгия 4-го класса.
Женат на Варваре Николаевне урождённой Шустамской (в первом браке за Н. И. Кругликовым), их дети:
- Николай (1853—1902) — статский советник, председатель съезда мировых судей Плоцкой губернии
- Александра (1855—?) — замужем за своим двоюродным братом А. Ф. Лыщинским
- Михаил (1857—после 1912) — генерал-майор, военный педагог, командир 2-й бригады 15-й кавалерийской дивизии[9].
- Владимир (1861—1935) — гофмейстер, статс-секретарь Государственного совета Российской империи